# Ursinia
Ursinia là một chi thực vật có hoa trong họ Cúc (Asteraceae).

## Loài
Chi Ursinia gồm các loài: